# 中日本汽车短期大学
中日本汽车短期大学（日语：／ Nakanihon Jidōsha Tanki Daigaku *），简称NAC或自短（じたん），是一所位于日本岐阜县加茂郡坂祝町的私立短期大学。

## 概要

### 简介
- 学校最早可以追溯到1965年即各种学校的创立[1]。短期大学为于1967年开办、由学校法人神野学园经营[2]。

### 历史
- 1967年 中日本汽车短期大学成立并同时设置自动车工业科成立。招収男女150个人。
- 1968年 增加招生为男女400个人。
- 1971年 增加招生为男女600个人。
- 1993年 专科汽车工学专攻[注 5]成立。
- 1999年 专科车体维护专攻[注 3]成立。
- 2007年 汽车工业科改名为自动车工学科。
- 2009年 汽车工学科减少招生为男女300人。两个学科、以下列举
  - 电动机运动工学科[注 1]
  - 国际自动车工学科[注 2]。
- 2011年 专科环保车维护专攻[注 4]增设[2][3]。

### 宪章
- 请参看中日本汽车短期大学的标志（日語）2015年1月18日阅览。

## 学校环境
- 校区：岐阜县加茂郡坂祝町

## 历任校长
- 佐藤观次郎：第一代短期大学校长[4]
- 山田弘幸：现在短期大学校长[5]。

## 組織

### 学科
- 汽车工学科
- 电动机运动工学科[注 1]
- 国际汽车工学科[注 2]

### 专科
| - 汽车工学专攻 - 车体维护专攻 - 环保车维护专攻 |

### 业余课程
| - 没有 |

### 附属机关
| - 附属图书馆 |

## 系列校
- 岐阜医疗科学大学
- 中日本空航专门学校

## 相关链接
- 日本短期大学列表